# カミーユ・ローズ・ガルシア
カミーユ・ローズ・ガルシア（Camille Rose Garcia、1970年 - ）は、アメリカ合衆国の画家。少女趣味と、グロテスクで不気味な雰囲気が入り混じった、独自の作風で知られる。カリフォルニア州ロサンゼルス出身。1994年、カリフォルニア大学デービス校美術学修士号取得。